# Plectrohyla sagorum
Plectrohyla sagorum és una espècie de granota que es troba al Salvador, Guatemala i Mèxic.
Està amenaçada d'extinció per la pèrdua del seu hàbitat natural.